# Levantamento de peso nos Jogos Pan-Americanos de 2015 - Até 77 kg masculino
A categoria até 77 kg masculino do levantamento de peso nos Jogos Pan-Americanos de 2015 foi disputada em 13 de julho  no Centro Esportivo Oshawa, em Oshawa. 

## Calendário
Horário local (UTC-4).
| Data        | Horário | Fase  |
| ----------- | ------- | ----- |
| 13 de julho | 14:00   | Final |

## Medalhistas
| Ouro   | CUB Addriel Garcia Lao |
| Prata  | VEN Junior Sánchez     |
| Bronze | COL Jhor Moreno        |

## Recordes
Recordes mundial e pan-americano antes da disputa dos Jogos Pan-Americanos de 2015.
| Recorde mundial       | Arranque  | CHN Lyu Xiaojun        | 176 kg | Wroclaw, Polônia       | 24 de outubro de 2013 |
| Recorde mundial       | Arremesso | RUS Oleg Perepetchenov | 210 kg | Trencin, Eslováquia    | 27 de abril de 2001   |
| Recorde mundial       | Total     | CHN Lyu Xiaojun        | 380 kg | Wroclaw, Polônia       | 24 de outubro de 2013 |
| Recorde Pan-Americano | Arranque  | CUB Iván Cambar        | 156 kg | Rio de Janeiro, Brasil | 16 de julho de 2007   |
| Recorde Pan-Americano | Arremesso | CUB Idalberto Aranda   | 205 kg | Winnipeg, Canadá       | 13 de agosto de 1999  |
| Recorde Pan-Americano | Total     | CUB Idalberto Aranda   | 355 kg | Winnipeg, Canadá       | 13 de agosto de 1999  |

## Resultado
| Pos.              | Halterofilista     | Nacionalidade            | Grupo | Peso Atleta (kg) | Arranque (kg) | Arremesso (kg) | Total (Kg) |
| ----------------- | ------------------ | ------------------------ | ----- | ---------------- | ------------- | -------------- | ---------- |
| Medalha de ouro   | Addriel Garcia Lao | CUB Cuba                 | A     | 75.61            | 153           | 185            | 338        |
| Medalha de prata  | Junior Sánchez     | VEN Venezuela            | A     | 75.13            | 155           | 182            | 337        |
| Medalha de bronze | Jhor Moreno        | COL Colômbia             | A     | 76.75            | 146           | 182            | 328        |
| 4                 | Travis Cooper      | USA Estados Unidos       | A     | 76.85            | 146           | 179            | 325        |
| 5                 | Juan Peña          | DOM República Dominicana | A     | 76.47            | 144           | 180            | 324        |
| 6                 | Domingo Roman      | MEX México               | A     | 75.85            | 145           | 176            | 321        |
| 7                 | Ricardo Flores     | ECU Equador              | A     | 76.43            | 137           | 180            | 317        |
| 8                 | Bástian López      | CHI Chile                | A     | 76.32            | 136           | 176            | 312        |
| 9                 | Jérôme Boisclair   | CAN Canadá               | A     | 76.57            | 130           | 160            | 290        |
| 10                | Darryl Conrad      | CAN Canadá               | A     | 76.39            | 128           | -              |            |
| 10                | Brien Best         | BAR Barbados             | A     | 75.66            | -             | -              | DNF        |

Legenda
| Recorde mundial                  | Recorde mundial (World record)               |                       | Recorde africano                      | Recorde africano (African) |                                           | Q | Classificado por posição (Qualified) |
| Recorde dos Jogos Pan-Americanos | Recorde pan-americano (Pan-American record)  | Recorde da América    | Recorde da América (Americas)         | q                          | Classificado por melhor tempo (Qualified) |   |                                      |
| Melhor marca do ano              | Melhor marca do ano (World leading)          | Recorde asiático      | Recorde asiático (Asian)              | DNS                        | Não largou (Did not start)                |   |                                      |
| Recorde nacional                 | Recorde nacional (National record)           | Recorde europeu       | Recorde europeu (European)            | DNF                        | Não terminou (Did not finish)             |   |                                      |
| Recorde pessoal                  | Recorde pessoal do atleta (Personal best)    | Recorde da Oceania    | Recorde da Oceania (Oceania)          | DSQ / DQ                   | Desclassificado (Disqualified)            |   |                                      |
| Recorde da temporada             | Recorde da temporada do atleta (Season best) | Recorde sul-americano | Recorde sul-americano (South America) | NM                         | Sem marca (No mark)                       |   |                                      |